# Justin Chwedoruk
Justin Chwedoruk (ur. 14 lipca 1984 w St. Albert, Alberta) – kanadyjski hokeista pochodzenia polskiego. 
Ma polskie pochodzenie. Jego dziadkowie są Polakami, którzy wyemigrowali do Kanady (dziadek w 1929, babcia w 1939).

## Kariera
- St. Albert Saints (2002-2003)
- University of Nebraska-Omaha (2003-2004)
- Spruce Grove Saints (2004-2005)
- Lubbock Cotton Kings (2005)
- Oklahoma City Blazers (2005-2006)
- Quad City Mallards (2006-2007)
- Bakersfield Condors (2007)
- Wheeling Nailers (2007-2008)
- Springfield Falcons (2008)
- Stockton Thunder (2008-2009)
- Dayton Bombers (2009)
- Fort Wayne Komets (2009-2010)
- Rødovre Mighty Bulls (2010-2011)
- Newcastle North Stars (2011)
- Quad City Mallards (2011-2012)
- HC GKS Katowice (2012-2013)
- Ciarko PBS Bank KH Sanok (2013-2014)

Wychowanek klubu St. Albert M.H.A. W swojej karierze do 2010 występował w klubach północnoamerykańskich lig NCAA, CHL, ECHL, AHL, IHL. W 2010 zdobył z drużyną Fort Wayne Komets Puchar Turnera za mistrzostwo w rozgrywkach IHL. W sezonie 2010/2011 występował w klubie Rødovre w lidze duńskiej (4. miejsce w rozgrywkach), a po jego zakończeniu od połowy kwietnia 2011 do końca sierpnia w australijskim zespole Newcastle North Stars w rozgrywkach AJHL (liga hokejowa w Australii toczy się wiosną i latem w roku). 4 września 2011 w przegranym meczu finałowym z Melbourne Ice (2:3) strzelił gola dla swojej drużyny.
Od czerwca 2012 zawodnik HC GKS Katowice w Polskiej Lidze Hokejowej sezonu 2012/2013. Był najskuteczniejszym zawodnikiem drużyny. W Katowicach występował z innymi północnoamerykańskimi hokeistami (wśród nich byli Amerykanie polskiego pochodzenia Zane Kalemba i Luke Popko). Od czerwca 2013 zawodnik Ciarko PBS Bank KH Sanok. 27 października 2013 odniósł kontuzję w meczu Sanoka z GKS Tychy po zagraniu Adama Bagińskiego (za co ten został następnie zawieszony na trzy spotkania). Od tego czasu Chwedoruk był leczony z urazu i nie występował w meczach. Formalnie zawodnikiem klubu z Sanoka był do końca stycznia 2014, po czym odszedł z zespołu.
W trakcie kariery określany pseudonimem Chewy.

## Sukcesy
Klubowe
- Puchar Turnera - mistrzostwo IHL: 2010 Fort Wayne Komets
- Srebrny medal AJHL: 2012 z Newcastle North Stars

Indywidualne
- AIHL 2010/2011:
  - Ósme miejsce w klasyfikacji kanadyjskiej: 57 punktów (28 goli i 29 asyst)
- Polska Liga Hokejowa (2012/2013):
  - Pierwsze miejsce w klasyfikacji kanadyjskiej w drużynie HC GKS Katowice: 41 punktów (17 goli i 24 asyst) w 35 meczach